# Zbigniew Machelski
Zbigniew Machelski – polski politolog, dr hab. nauk humanistycznych, profesor Instytutu Nauk o Polityce i Administracji Wydziału Nauk o Polityce i Komunikacji Społecznej Uniwersytetu Opolskiego.

## Życiorys
Obronił pracę doktorską, 26 maja 2003  habilitował się na podstawie pracy. 12 czerwca 2012 nadano mu tytuł profesora w zakresie nauk humanistycznych. Został zatrudniony na stanowisku profesora zwyczajnego w Instytucie Politologii na Wydziale Nauk Społecznych Uniwersytetu Opolskiego, w Instytucie Nauk Politycznych i Dziennikarstwa na Wydziale Nauk Społecznych Uniwersytetu Śląskiego w Katowicach, oraz w Zakładzie Integracji Europejskiej na Wydziale Politologii, Socjologii i Administracji Wyższej Szkole Zarządzania i Administracji w Opolu.
Jest profesorem Instytutu Nauk o Polityce i Administracji Wydziału Nauk o Polityce i Komunikacji Społecznej Uniwersytetu Opolskiego.